# Ableptina
Ableptina là một chi bướm đêm thuộc họ Erebidae.

## Các loài
- Ableptina delospila A.E. Prout, 1927
- Ableptina nephelopera (Hampson, 1909)
- Ableptina nubifera (Hampson, 1902)